# Jakob Tamm
Jakob Tamm, född 2 juli 1970, är en svensk skådespelare.
Tamm studerade vid Drama Centre i London 1991–1994. Efter studierna engagerades han vid Göteborgs Stadsteater. Han har även arbetat på Folkteatern i Gävleborg, Dalateatern, Orionteatern och Stockholms stadsteater.  

## Filmografi (urval)
- 2001 – Jalla! Jalla!
- 2002 – Beck – Sista vittnet
- 2013 – Hotell
- 2019 – Vår tid är nu (TV-serie)

## Teater

### Roller (ej komplett)
| År   | Roll | Produktion   | Regi            | Teater       |
| ---- | ---- | ------------ | --------------- | ------------ |
| 1998 |      | P Alan Bowne | Alexander Öberg | Teater Bhopa |